# Humlemalmätare
Humlemalmätare (Eupithecia assimilata) är en fjärilsart som beskrevs av Doubleday 1856. Humlemalmätare ingår i släktet Eupithecia och familjen mätare. Arten är reproducerande i Sverige. Inga underarter finns listade i Catalogue of Life.

## Bildgalleri

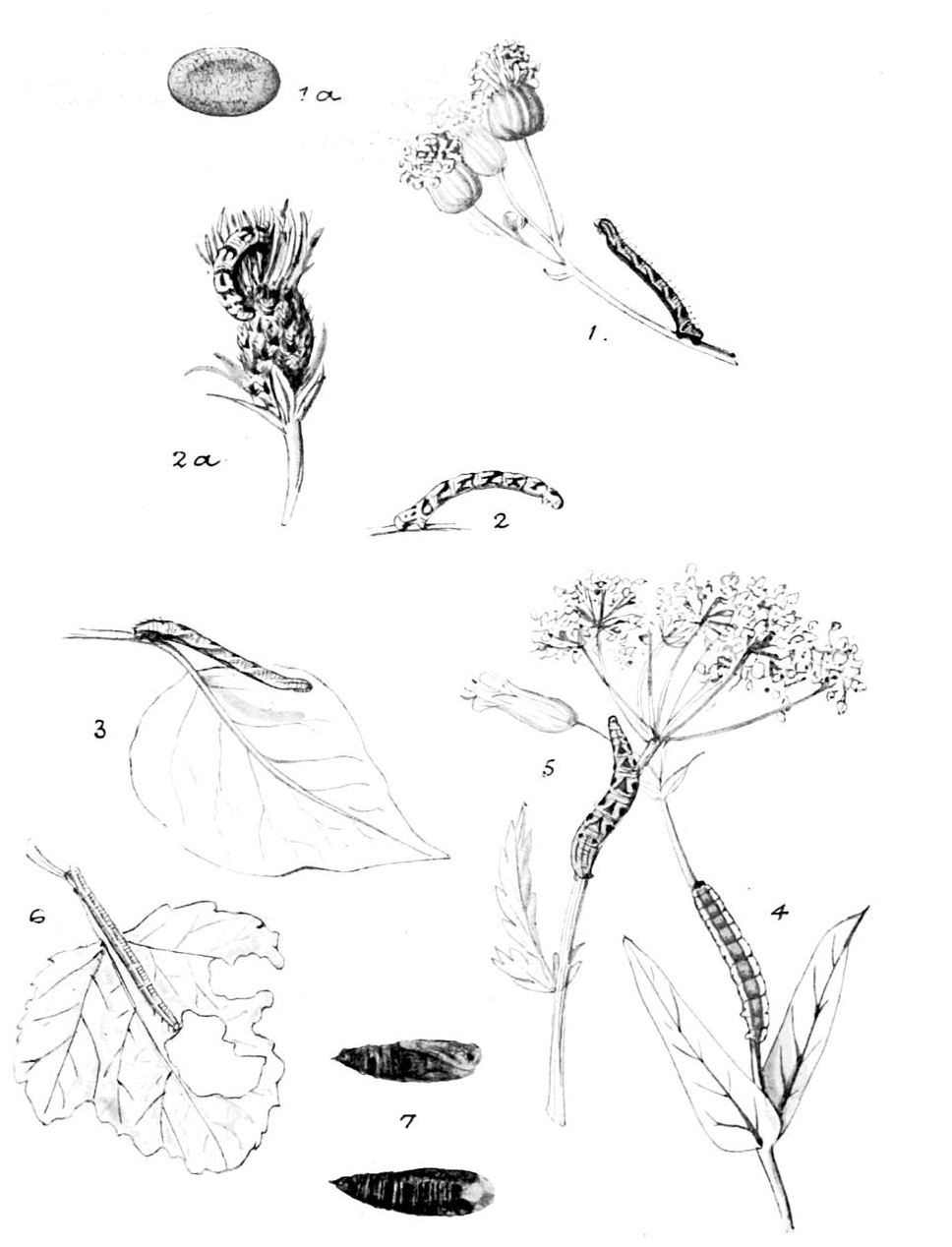
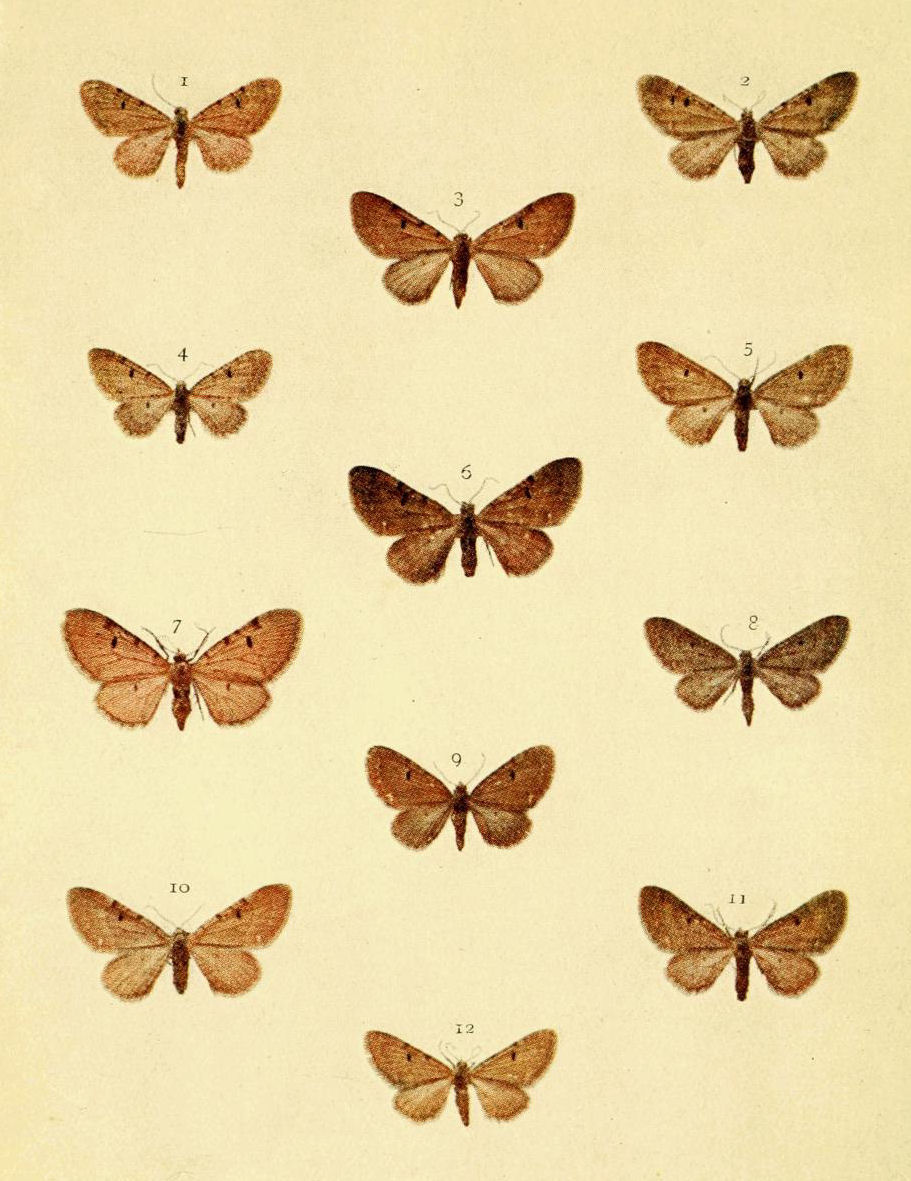